# John B. Floyd
John Buchanan Floyd (1 de junio de 1806-26 de agosto de 1863) fue el 31.er Gobernador de Virginia, Secretario de Guerra de los Estados Unidos y General del Ejército de los Estados Confederados en la Guerra de Secesión, conocido por perder la decisiva batalla de Fort Donelson.

## Biografía
Nacido en una familia de políticos, se dedicó desde joven en este campo llegando a ser en 1849 gobernador del Estado de Virginia, cargo que ostentaría hasta el año 1852. Cinco años más tarde sería nombrado Secretario de la Guerra, cargo que ostentaría hasta que se unió al Ejército de los Estados Confederados.
Durante su época de Secretario de la Guerra de los Estados Unidos ya dio muestras de la ineptitud militar le caracterizaría posteriormente durante la guerra civil estadounidense. Llegando a ser citado por alguno de sus actos más destacables, debido a su falta de lógica militar, que se rumoreó y se le llegó a acusar de haberlas echa como anticipación a la Guerra de Secesión, pero las malas tácticas llevadas a cabo con anterioridad (en la Guerra de Utah, por ejemplo), le libraron de una condena rápida.

Floyd, el Secretario de la Guerra, dispersó el ejército de manera que gran parte de ella puede ser capturado cuando las hostilidades deben comenzar y distribuye los cañones y las armas pequeñas de los arsenales del Norte en todo el Sur a fin de estar a la mano que la traición los quería.
Ulysses S. Grant, sobre Floyd.

## Ejército Confederado
Inicialmente le iban a dar un cargo de Mayor general en el ejército provisional de Virginia, pero finalmente se decantó por aceptar el cargo de general de brigada en el ejército confederado.
Desde el comienzo de su dirección en el ejército confederado, demostró no tener muchas dotes de estratega, sufriendo pérdidas y derrotas como la de la batalla de Carnifex Ferry, aunque Floyd culpó al general Henry A. Wise alegando que él no había acudido en su ayuda.
En enero de 1862 se le dio el mando de una división por mandato del general Joseph E. Johnston, aunque esta decisión se tomó debido más a presiones políticas que por experiencia militar, ya que Floyd no tenía la experiencia militar de otros oficiales de Joseph E. Johnston como Beauregard o William J. Hardee. Fue enviado al teatro de operaciones occidental para apoyar al general confederado Albert S. Johnston ante la llegada del general unionista Ulysses S. Grant.
Se le encargo la defensa del Fuerte Donelson, un lugar estratégico debido a su posicionamiento natural y a la influencia política que los confederados podían hacer desde allí a la ciudad industrial de Nashville. El punto estratégico fue perdido por Floyd el día 15 de febrero debido a su inexperiencia unida a la indecisión del general Pillow, uno de los oficiales subordinados de Floyd, que debía mandar el refuerzo a la ciudad de Dove.
El 16 de febrero de 1863 le organizarían un consejo de guerra donde se decidió abolir su división por cómo había actuado él en la batalla del Fuerte Donelson.